# Johan Ludvig Nils Henrik Vibe
Johan Ludvig Nils Henrik Vibe, född den 23 november 1840 i Kristiania, död den 25 mars 1897, var en norsk författare och tidningsman, son till Andreas Vibe.
Vibe tog juris kandidatexamen 1865 och slog sig för en kort tid ned som advokat i Egersund, men flyttade sedan till Kristiania, vid vars teater han hade den konstnärliga ledningen om hand 1877-79. Vibe var en trägen medarbetare i flera tidningar och utgav flera humoristiska berättelser, som Alexander Møllers erindringer (1875), dramatiska arbeten och kritiska uppsatser, bland annat Nogle bemærkninger i anledning af naturalismen (1884).